# Dragon Age Pure
Dragon Age Pure (ドラゴンエイジピュア) est un magazine japonais de prépublication shōnen édité par Fujimi Shobo entre 2006 et 2009. Il s'agit d'une édition spéciale du Monthly Dragon Age qui publie des chapitres de light novel en plus de chapitres de manga.
La parution du magazine débute le 30 janvier 2006 à un rythme trimestriel, puis devient bimensuel à partir du 4e numéro, le 20 avril 2007. Sa publication est stoppée au 15e numéro, le 20 février 2009.

## Œuvres prépubliées

### Manga
- @ home
- Armored core: tower city blade
- bee-be-beat it!
- Chrome shelled regios
- Clannad: Tomoyo dearest
- Crimson grave
- Gunbuster
- Dolls girl
- Hime no namida wa todomaranai
- Ikoku meiro no kurowaaze
- Kanon
- Makenki
- Maid wo nerae!
- Mei no naisho
- Munto
- Nightly knight
- Orichalcum Reycal
- Room No.1301
- Seitokai no ichizon
- Supa supa
- Tomoyo after: dear shining memories
- Yûgengaisha kobold shiritsutanteisha
- Otome no iroha

### Light novels
- Gakkô yôkai kikô daihachi kaidan bashûchû